# Nyctibora sericea
Nyctibora sericea är en kackerlacksart som beskrevs av Hermann Burmeister 1838. Nyctibora sericea ingår i släktet Nyctibora och familjen småkackerlackor. Inga underarter finns listade i Catalogue of Life.